# Johannes Schwebel
 (février 2012).
Si vous disposez d'ouvrages ou d'articles de référence ou si vous connaissez des sites web de qualité traitant du thème abordé ici, merci de compléter l'article en donnant les références utiles à sa vérifiabilité et en les liant à la section « Notes et références ».
Johannes ou Johann Schwebel, né vers 1490 à Pforzheim et mort le 19 mai 1540 à Deux-Ponts, est un théologien et réformateur allemand du début du XVIe siècle, surnommé le réformateur de Deux-Ponts.

## Biographie
Schwebel est le fils d’un pelletier arrivé de Bavière à Pforzheim. Il fréquente l’école latine de sa ville natale et commence à 18 ans des études à Tübingen, les interrompt cependant après un an et part pour l’Université de Leipzig. En 1511, il vient à Heidelberg, où il s’intéresse au judaïsme et à la langue hébraïque. À Heidelberg, il passe, en 1513, un examen de droit. C’est là qu’il fait la connaissance de Philippe Melanchthon. Il devient l’un de ses meilleurs amis. À 20 ans il entre dans l’Ordre des Chevaliers Hospitaliers du Saint-Esprit de Jérusalem, et vit quelque temps à Brumath, à la commanderie de l'ordre.
Johannes Schwebel, à 24 ans, est ordonné prêtre à Strasbourg à l'église du couvent des moines Guillemites. Il retourne ensuite pour 8 ans dans sa ville natale, où il appartient à l’Hôpital Heiligen Spital. Sous l’influence entre autres de Philippe Melanchthon, il fait la connaissance des écrits de Martin Luther et critique avant tout l’usage des images sacrées. Johannes Schwebel devient rapidement un disciple de Luther. Il pense lui aussi que les excès de l’église doivent être critiqués. De ce fait il devient suspect au Margrave ; on lui reproche d’être hostile à l’Église.
En 1522, il doit quitter sa ville à cause de son attitude critique et cherche refuge au château d’Ebernburg auprès de Franz von Sickingen, en compagnie des réformateurs alsaciens Martin Bucer, Œcolampade, et Caspar Hedion. Mais comme Franz von Sickingen doit participer à une action de guerre, il ne peut pas le garder en sa présence. Il doit encore une fois partir, cette fois pour le château de Nanstein, à Landstuhl. Johann Schwebel est un court moment pasteur à Landstuhl, où il succède à son ami Martin Bucer,

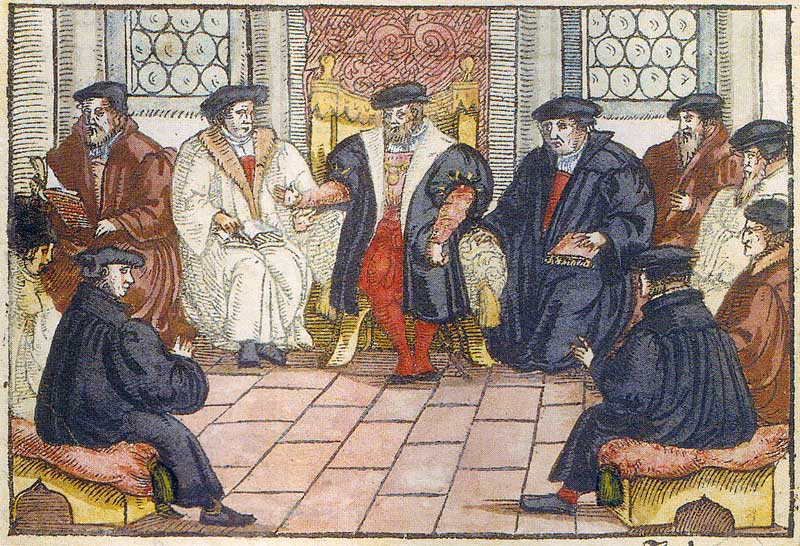
Le Colloque de Marbourg, où Schwebel se rend en compagnie du réformateur suisse Ulrich Zwingli.

Franz von Sickingen lui conseille d'aller à Deux-Ponts. Son père a accompagné le duc Alexandre lors de son voyage en Terre-Sainte et ils sont amis. Louis II de Bavière (1502-1532), duc du Palatinat-Deux-Ponts de 1514 à 1532, nomme en 1523 Johannes Schwebel comme prédicateur de sa Cour à Deux-Ponts. Là-bas Schwebel s’imprègne des nouvelles tendances des enseignements théologiques de ses précurseurs Philippe Melanchthon, de Wittemberg et Martin Bucer de Strasbourg. Il dit ses messes en langue allemande et distribue la communion sous les deux espèces.
Son principal adversaire catholique est Nicolaus Kaltenhauser, qui est semble-t-il le même personnage que Nicolaus Scriptoris von Bitsch, Doyen des Chanoines de Saint-Fabian de Hornbach, archiprêtre de Hornbach et Schorbach, et à ce titre premier dans la hiérarchie catholique du comté de Deux-Ponts-Bitche et du duché de Palatinat-Deux-Ponts. Il y a des échanges de controverses publiées entre Schwebel et lui.
En 1529, Johannes Schwebel se rend en compagnie du réformateur suisse Ulrich Zwingli au colloque de Marbourg. Ce colloque a lieu sur l'initiative de Philippe Ier de Hesse. Il réunit les principales figures du protestantisme. Luther, Brenz, Osiander et Philippe Melanchthon, qui se sont opposés à Zwingli et à Œcolampade, tandis que Bucer, Hedion et Capiton se sont efforcés de concilier les deux partis.
À la mort en 1532 du prudent Louis II de Bavière (1502-1532), duc du Palatinat-Deux-Ponts, comme le régent Ruprecht, gouvernant pour le duc Wolfgang encore mineur, est un défenseur déterminé du protestantisme, la voie se trouve libre à Schwebel pour éditer son règlement ecclésiastique et le faire appliquer dans le duché du Palatinat-Deux-Ponts. Ce règlement s’impose dès lors à toutes les communautés paroissiales. Il comporte douze articles, auquel tous les prêtres doivent se conformer. La prédication de la Parole de Dieu doit  s'appuyer sur l'écriture sainte. Les enfants seront baptisés, et pas seulement les adultes ; la communion doit être célébrée selon les prescriptions du Christ lui-même. Mais ses 12 articles ne sont appliqués à l’ensemble du Duché qu’en 1539 par promulgation par le Duc et un Synode des pasteurs. Le réformateur Johannes Schwebel essaie d'harmoniser l'instruction dans le duché, mais sans beaucoup de succès.
Schwebel souscrit à la Confession d'Augsbourg qui est le texte fondateur du luthéranisme, mais, ami très proche de Martin Bucer, il est un représentant de la ligne théologique qui cherche un moyen terme entre les positions de Martin Luther et celles de Ulrich Zwingli. Dans le Palatinat, la Réforme est seulement en cours d'introduction depuis 1545, alors que dans le duché de Palatinat-Deux-Ponts, l'on peut écrire qu’elle a passé, sous l'impulsion du théologien.
À 50 ans, Johannes Schwebel meurt, victime de la peste comme beaucoup de ses concitoyens. Il est enterré en l’église Saint-Alexandre de Deux-Ponts, en compagnie de son épouse décédée deux jours après lui. 22 ans plus tard ses fils font ériger dans l’église St Alexandre de Zweibrücken, où il est enterré, un monument funéraire avec une inscription latine. Celle-ci dit (en français) :

« Dédié à Dieu le Miséricordieux, le Tout-Puissant. A l’Honorable Homme Johann Schweblin de Pforzheim, Théologien et Pasteur à Zweibrücken, et à la Pieuse Dame Catharina Burggraf, qui ont été appelés les 19 et 21 mai de l’an 1540 hors de cette vie éphémère, vers l’éternel cercle des anges. Leurs fils Heinrich et Rupert ont érigé ceci en l’an 1562 en signe d’amour à la mémoire toujours vénérable de leurs parents, qui veulent attendre ici le jour de la Résurrection. »

## Mariages et descendance

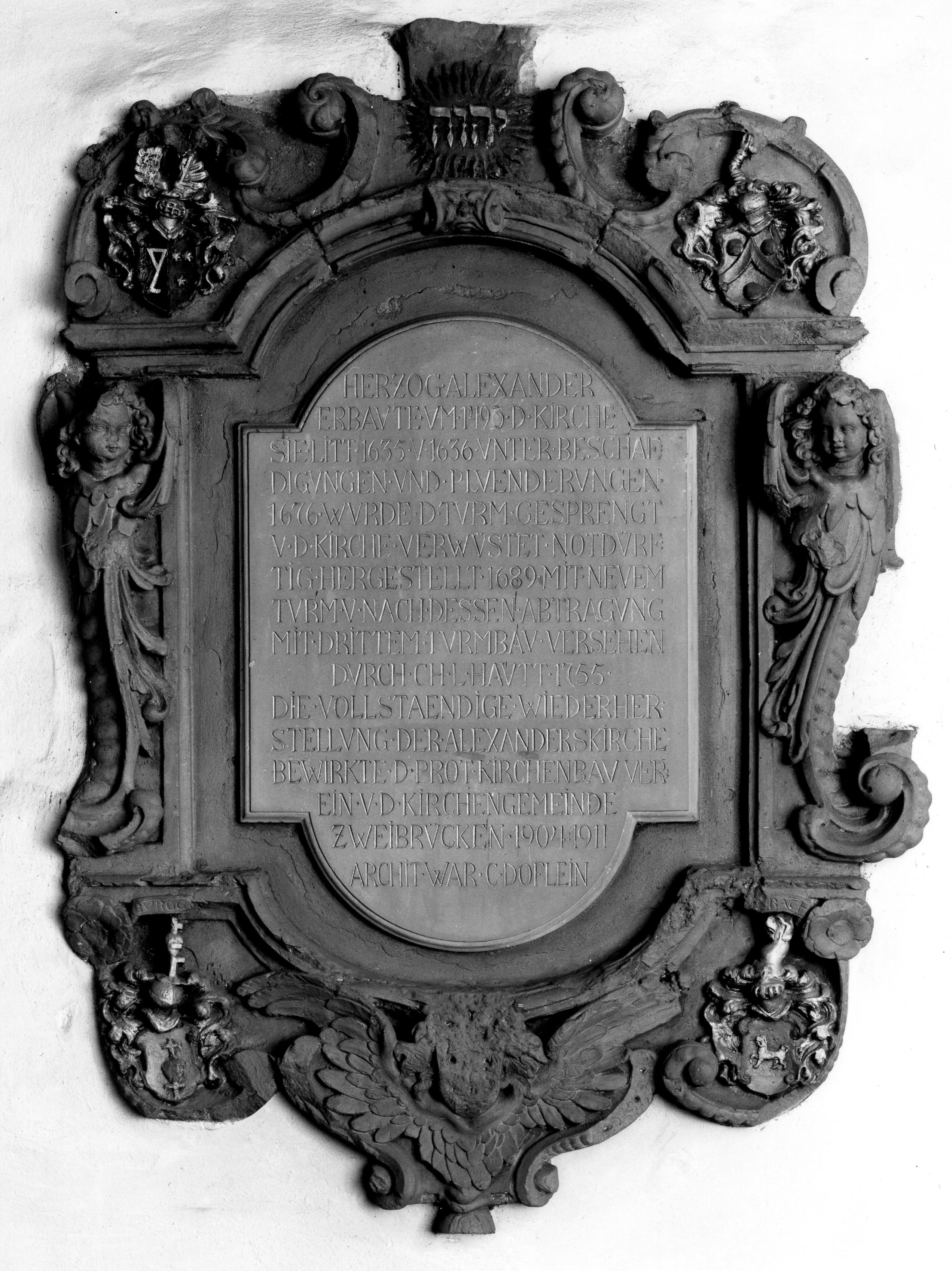
Photo d'avant guerre, montrant le cadre de l'épitaphe Schwebel à Saint-Alexandre de Zweibrücken. Déjà à cette époque l'épitaphe elle-même est remplacée par une notice historique sur l'église. À noter les quatre blasons représentent en fait les parents de Heinrich Schwebel (Schwebel et Burggraf à gauche) et de sa femme (Semmler et von Offenbach à droite).

Schwebel se marie deux fois, en 1524, puis en 1530 avec Catharina Burggraf, fille de Caspar Burggraf, orfèvre, membre du Conseil de Zweibrücken. C’est Franz von Sickingen qui est à l’origine de ce mariage. Le milieu familial auquel Schwebel se lie par ce mariage est très proche du pouvoir ducal.
Schwebel épouse une nièce du prêtre qui l'a précédé à St Alexandre, et ce mariage a même dû faciliter les choses pour sa prise de pouvoir dans l’église du duché. Sa deuxième épouse est la cousine germaine de Jacob Schorr von Hasel, un des soutiens essentiels de Schwebel à Zweibrücken, auteur de publications défendant ses idées réformatrices et chancelier du duché de Palatinat-Deux-Ponts à partir de 1529, puis conseiller du duc. Lors du mariage de Johannes Schwebel avec Catharina Burggraf, le duc Ludwig v. Zweibrücken leur offre une dotation spéciale Ehesteuer, comprenant un pré au pont d'Ernstweiler, village où précisément se situent les fiefs de Hanns v. Hasel décédé avant 1478, frère ou beau-frère de Johann v. Hornbach, le grand-père de Jacob Schorr von Hasel et de Catharina Schwebel née Burggraf.
De cette deuxième union, sont nés :
- Heinrich (1531-1610), qui devient plus tard chancelier du duché de Palatinat-Deux-Ponts et édite une version en 4 volumes des œuvres de son père (1 volume d’œuvres latines, 2 volumes d’œuvres en allemand, 1 volume de correspondance). Il est lui aussi conseiller du prince ce qui est rare[9] ;
- Ruprecht (1533-1590), greffier à Minfeld.

## Œuvres de Johannes Schwebel
- Centuria epistolarum theologicarum ad Johannem Schwebelium, Zweibrücken 1597
- Der erste und zweite Theil aller Teutschen Bücher und Schrifften deß Gottseligen Lehrers Herrn Johannis Schwebelii, Zweibrücken 1597 & 1598.
- Operum Theologicorum D. Johannis Schwebelii Theologi Bipontini Pars Prima, Zweibrücken 1598 (2. Auflage 1608).
- Emil Sehling (Begr.), Die Evangelischen Kirchenordnungen des 16. Jahrhunderts. Band 18: Rheinland-Pfalz I, bearb. v. Thomas Bergholz, Tübingen (Verlag Mohr-Siebeck), 2006 (enthält mehrere Werke Schwebels, u.a. die beiden Kirchenordnungen von 1533 und 1539).